# Nucor
Nucor Corporation – amerykańskie przedsiębiorstwo z siedzibą w Charlotte w stanie Karolina Północna, zajmujące się produkcją stali. Powstało w 1955 roku w wyniku połączenia REO Motor Car Company z Nuclear Consultants, w wyniku czego powstała Nuclear Corporation of America. W 1972 nazwę zmieniono na Nucor.
Do głównych produktów wytwarzanych przez Nucor należą blachy, pręty i belki stalowe. Większość produktów Nucor produkowanych jest ze złomu. W 2015 roku firma przetworzyła około 16,9 mln ton złomu, przez co jest ona pierwszą amerykańską firmą pod względem dokonywanego recyklingu.
Firma wytwarza produkty w 29 zakładach, w tym w 21 hutach i 8 zakładach przetwarzania stali. Wszystkie zakłady produkcyjne znajdują się w Stanach Zjednoczonych oraz należą do przedsiębiorstwa. Największy pod względem powierzchni zakład znajduje się w Blytheville w Arkansas. Zdolności produkcyjne firmy sięgają rocznie prawie 22,5 mln ton stali.